# Ризли, Томас, 1-й граф Саутгемптон
Томас Ризли (англ. Thomas Wriothesley; 21 декабря 1505, Лондон, Королевство Англия — 30 июля 1550, там же) — английский политический деятель, 1-й барон Ризли из Тичфилда с 1 января 1544 года, 1-й граф Саутгемптон с 16 февраля 1547 года. Кавалер ордена Подвязки. Принадлежал к незнатному роду, начал карьеру в качестве юриста, возвысился благодаря покровительству Стивена Гардинера и Томаса Кромвеля. Заседал в палате общин английского парламента, в 1544—1547 годах занимал должности хранителя Большой печати и канцлера. В начале правления Эдуарда VI ушёл в отставку, в 1549 году поддержал государственный переворот Джона Дадли и стал одним из самых влиятельных людей Англии, но вскоре тяжело заболел и через полгода умер. В своей политике сначала поддерживал Реформацию, позже стал одним из главных представителей католической «партии».
Сэр Томас стал основателем аристократического рода, просуществовавшего до 1667 года.

## Биография

### Ранние годы и возвышение
Томас Ризли родился 21 декабря 1505 года в Лондоне. Он принадлежал к незнатной семье, все мужчины в которой были герольдами и носили фамилию Райт; дядя Томаса, носивший то же имя, первым принял фамилию Ризли, и его примеру последовали остальные. Томас был сыном Уильяма Ризли и Агнес Дрейтон, дочери и наследницы Джеймса Дрейтона. После него в этой семье родились Элизабет, Энн (жена Томаса Найта из Хука в Хэмпшире), Эдвард и ещё две дочери. Известно, что крёстными отцами Эдварда, родившегося в 1509 году, стали Эдвард Стаффорд, 3-й герцог Бекингем, и Генри Элджернон Перси, 5-й граф Нортумберленд.
В возрасте восьми лет Ризли потерял отца. С этого момента его воспитанием занимался дядя, который, по-видимому, решил сделать его юристом. Юный Ризли окончил лондонскую школу Святого Павла, а потом изучал гражданское право в Кембридже, под руководством Стивена Гардинера. Курс он не окончил, но его отношения с Гардинером с этого момента были близкими. В 1524 году Томас появился при дворе и стал клерком на службе у Гардинера (тогда секретаря короля Генриха VIII), а позже перешёл к Томасу Кромвелю. Как член королевского секретариата, он приложил много усилий, чтобы добиться расторжения брака Генриха с Екатериной Арагонской. По-видимому, уже тогда монарх обратил внимание на усердие Ризли; в частности, в январе 1530 года Томас получил ежегодную ренту в пять фунтов из доходов аббатства Святой Марии в Йоркшире.
Ризли регулярно поручали доставку секретных депеш. Известно, что в октябре 1533 года он находился во французском Марселе, и, по-видимому, это было частью поездки в Рим, за папскими буллами для только что избранного епископа Бангора. К лету 1534 года Томас снова был в Англии. Он поступил в Грейс-Инн, 2 января 1535 года стал коронером и адвокатом королевской скамьи. Параллельно Ризли всё чаще выполнял функции королевского секретаря, а Кромвель использовал его как своего представителя в Тайной канцелярии печати. Томас проявил себя как ярый сторонник Реформации: его предложение использовать богатства распущенных монастырей для строительства больниц, создания постоянной армии и помощи нуждающимся получили одобрение Кромвеля, но привели к разрыву отношений с Гардинером, который был настроен более умеренно. Известно, что Ризли получил и личную выгоду от роспуска монастырей: ему достались земли аббатства Куорр на острове Уайт, владения аббатств Тичфилд и Бьюли в Хэмпшире (где он создал личную жилую резиденцию), земли аббатства Гайд близ Уинчестера, сенешалем которого он являлся; по словам одного из современников, Томас «с удивительной быстротой» разрушил монастырь и продал все найденные там материальные ценности. В итоге за несколько лет он стал богатым и влиятельным землевладельцем. В этом качестве Ризли заседал в разных комиссиях Хэмпшира и Уайта, занимавшихся изъятием святынь из местных монастырей и церквей, причём проявлял в этих делах большую энергию.
В 1538 году Ризли предпринял поездку в Нидерланды. Там он предложил наместнице Карла V Марии Австрийской заключить брак между Генрихом VIII и герцогиней Миланской Кристиной, а также между принцессой Марией и Луишем Португальским, чтобы предотвратить антианглийский союз Франции и Испании. Однако этот союз уже был заключён, так что предложение посла отвергли; он едва успел уехать из Нидерландов прежде, чем его арестовали. В 1539 году, несмотря на противодействие Гардинера, Томас был избран в палату общин в качестве представителя от Хэмпшира. В декабре того же года по поручению короля он ездил в Хартфорд, чтобы получить согласие принцессы Марии на переговоры о её браке с Филиппом Баварским, и примерно тогда же Ризли возражал против женитьбы Генриха VIII на Анне Клевской. В апреле 1540 года он официально получил должность королевского секретаря — на двоих с Ральфом Сэдлером; коллеги должны были, вопреки существовавшему прежде порядку, попеременно присутствовать на заседаниях верхней и нижней палат парламента. 18 апреля 1540 года, в тот день, когда Кромвель получил титул графа Эссекса, Ризли был посвящён в рыцари.

### На посту канцлера

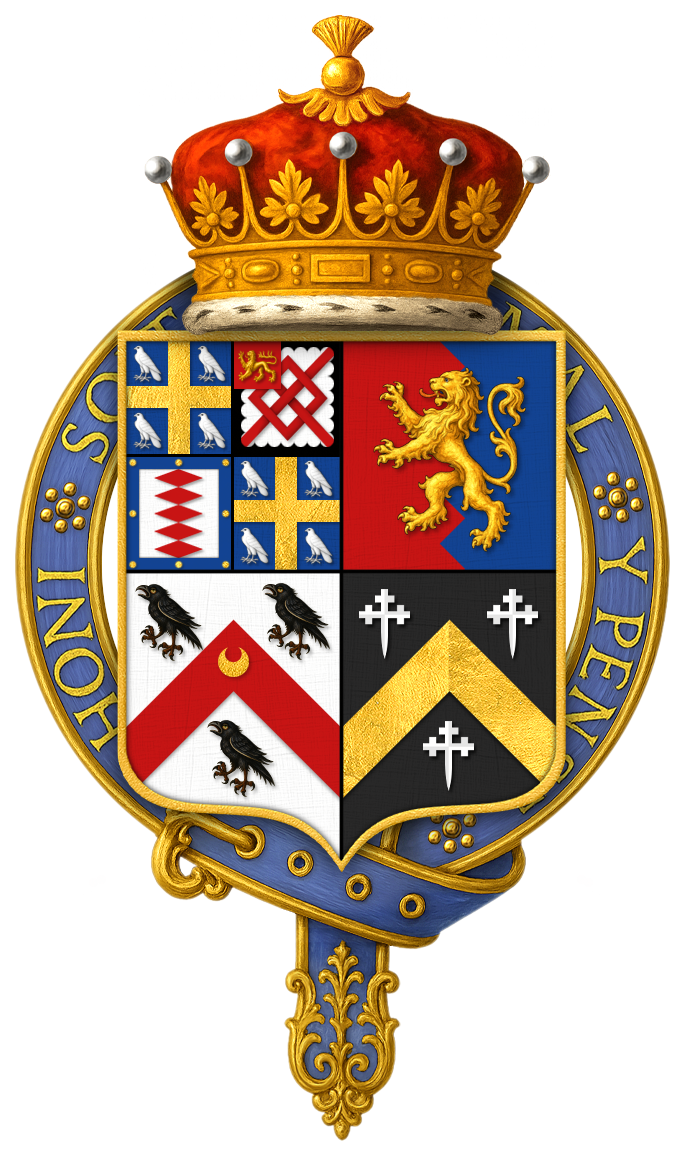
Личный герб.

Летом 1540 года Кромвель был арестован и обвинён в измене. Ризли, тесно с ним связанный, тоже оказался в опасности: ходили слухи, что его вскоре отправят в Тауэр, а в Тайном совете звучали заявления о незаконном присвоении сэром Томасом нескольких поместий под Уинчестером. Кромвелю вскоре отрубили голову. Ризли же доказал свою полезность королю, дав обличающие показания против своего бывшего покровителя и приняв участие в оформлении развода с Анной Клевской. 29 декабря того же года обвинения против него были объявлены клеветническими. По-видимому, примерно тогда же сэр Томас примирился с Гардинером и отказался от былого реформаторского рвения. Теперь Ризли принадлежал к консервативной «партии», выступавшей против углубления Реформации. Опала Говардов, родственников пятой жены короля Екатерины, казнённой за измену в начале 1542 года, была на руку сэру Томасу: он принял деятельное участие в расследовании и смог ещё больше увеличить свою власть. Посол Карла V Эсташ Шапюи в апреле 1542 года считал Ризли одним из двух самых влиятельных вельмож Англии (наряду с лордом тайной печати Уильямом Фицуильямом, 1-м графом Саутгемптоном), а в ноябре того же года был уверен, что Ризли «заправляет всем в Англии».
Такие оценки влияния сэра Томаса были отчасти связаны с тем, что он сотрудничал с проимперской партией и Шапюи для восстановления союза Англии с Карлом V. Ризли поддерживал постоянную связь с императорским послом. 25 октября 1543 года ему было поручено вместе с Гардинером составить текст договора о наступательном и оборонительном союзе с Карлом V. Документ был подписан, и в результате в 1544 году два монарха вторглись во Францию. В награду за свои усилия сэр Томас получил 1 января 1544 года титул барона Ризли из Титчфилда, 22 апреля того же года был назначен хранителем Большой печати на время болезни Томаса Одли, а после его смерти стал лордом-канцлером (3 мая 1545 года). 9 июля Ризли был включён в число советников королевы Екатерины Парр, ставшей регентом на время французского похода Генриха VIII. 23 апреля 1545 года он был удостоен ордена Подвязки.
Частью политики сближения с империей стали преследования протестантов внутри страны. Сэр Томас активно в этом участвовал, добиваясь в Звёздной палате суровых приговоров для «еретиков»: некоторых сторонников Реформации по его предложению выставляли у позорного столба, некоторых сжигали заживо. В числе последних оказалась Энн Аскью, причём лорд-канцлер лично участвовал в её истязаниях в Тауэре (1546 год). Королева Екатерина, считавшаяся радикальной протестанткой, несколько раз в те годы оказывалась на грани ареста. По данным некоторых источников, Ризли хотел её погубить, но встретил отпор со стороны короля. Учёные полагают, что сэр Томас в этом деле был только орудием в руках Генриха VIII, несколько раз менявшего свои решения.
В самом конце правления Генриха Ризли организовал дело против Говардов — отца (герцога Норфолка) и сына (графа Суррея). Обоих вельмож обвинили в заговоре с целью захвата власти и восстановления католичества и приговорили к смерти. Сэр Томас лично помогал королю составить обвинительный акт. Суррей был обезглавлен 19 января 1547 года, а Норфолк спасся только потому, что пережил короля. По-видимому, дело Говардов пагубно отразилось на судьбе Ризли и консервативной религиозной политики при новом царствовании: Говарды были одной из главных опор католичества в Англии.

### При Эдуарде VI
Именно Ризли в январе 1547 года объявил парламенту о смерти Генриха VIII. По словам очевидцев, барон при этом заплакал. Согласно завещанию монарха, сэр Томас получил 500 фунтов, титул графа Саутгемптона и место в Регентском совете. Новый король Эдуард VI оставил его на посту канцлера, но вскоре Ризли ушёл в отставку. Причиной тому были взаимная неприязнь между ним и лордом-протектором — Эдуардом Сеймуром, герцогом Сомерсетом, дядей монарха, приверженность большинства членов совета реформированной вере, прочное ассоциирование сэра Томаса с репрессивной политикой последних лет. В Совете в его адрес прозвучали обвинения в некомпетентности и превышении полномочий. Некоторое время сэр Томас провёл под домашним арестом, позже получил свободу.
После этих событий Ризли не отошёл от дел. В 1549 году он принял участие в работе парламента и там сначала выступил против Акта о единообразии, положившего начало англиканской церкви, а позже поддержал этот акт. Примерно тогда же граф Саутгемптон был восстановлен в Тайном совете. Он старался ограничить влияние Сомерсета и с этой целью в начале 1549 года поддержал его брата Томаса, обвинённого в измене. Томас, тем не менее, был казнён. Осенью того же года Ризли примкнул к заговору Джона Дадли, целью которого было свергнуть Сомерсета (существует мнение, что Дадли был орудием в руках сэра Томаса). Именно в доме графа Саутгемптона собирались члены Тайного совета, участвовавшие в заговоре. В октябре Сомерсет был обвинён в превышении власти, лишён полномочий и арестован, причём Ризли вместе с рядом других лордов ездил в Виндзор, чтобы присутствовать при аресте. Теперь сэр Томас стал одним из самых влиятельных людей в королевстве; ходили слухи, что он намерен восстановить мессу и положить таким образом конец английской Реформации. Однако уже в ноябре стало известно, что Ризли смертельно болен. Он перестал посещать Тайный совет, с начала февраля 1550 года не покидал свой дом. Сэр Томас умер после долгих мучений 30 июля 1550 года, причём ходили слухи, что он покончил с собой, приняв яд.
Тело графа похоронили в Тичфилде (Хэмпшир). Сохранился роскошный памятник, поставленный на могиле.

## Семья

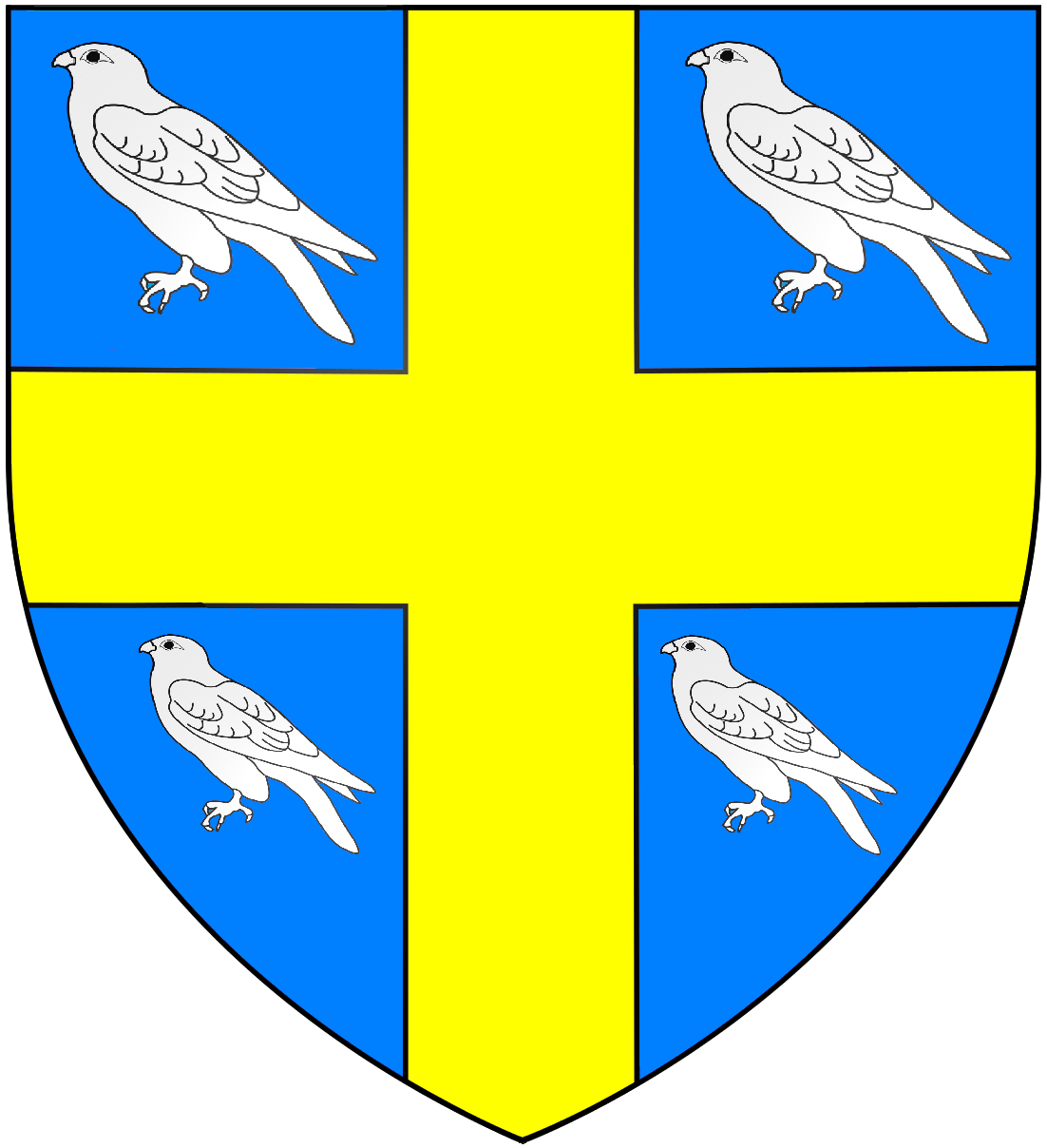
Герб рода Ризли.

Томас Ризли был женат на Джейн Чейни, дочери Уильяма Чейни и Эммы Уолвин, племяннице Стивена Гардинера. В этом браке, заключённом до 1533 года, родились трое сыновей и пять дочерей:
- Уильям (умер ребёнком)[15];
- Энтони (умер ребёнком)[15];
- Элизабет (умерла в 1554/55), жена Томаса Рэдклиффа, 3-го графа Сассекса[15];
- Мэри (1537—1561), жена Ричарда Листера и Уильяма Шелли[15];
- Кэтрин (около 1539 — ?), жена сэра Томаса Корнуоллиса[15];
- Энн (1541 — ?), невеста сэра Джона Уолпола (умерла до свадьбы)[15];
- Мабель (1543 — ?), жена Уолтера Сандиса[15];
- Генри, 2-й граф Саутгемптон (1545—1581)[15].

## Память
Элисон Уэйр описывает Томаса Ризли как человека «способного, предприимчивого, упорного и безжалостного, но в то же время чрезмерно самоуверенного и эгоистичного». Точной информации о его религиозных взглядах в источниках нет. По одной версии, сэр Томас был протестантом, по другой, для него был характерен «теологический консерватизм». В любом случае в своей политической деятельности он руководствовался только собственной выгодой. По мнению Артура Полларда, у Ризли не было ни убеждений, ни чётких целей: он просто был готов выполнять любую волю Генриха VIII, чтобы таким образом завоевать, а потом сохранить его благосклонность.
Томас Ризли стал одним из персонажей исторических романов Хилари Мэнтел «Вулфхолл», «Введите обвиняемых» и «Зеркало и свет» и снятого по первым двум из них мини-сериала «Волчий зал». Здесь его играет Джоэл Маккормак. В телесериале «Тюдоры» сэра Томаса сыграл Фрэнк Маккаскер.